# سكالسيا جلوانية
سكالسيا جلوانية (الاسم العلمي:Scalesia atractyloides) هي نوع من النباتات تتبع جنس السكالسيا من الفصيلة النجمية.